# 島津久美子
島津 久美子（しまづ くみこ、1988年7月2日 - ）は81プロデュース所属のフリーアナウンサー。元山陰中央テレビアナウンサー。以前は、TBSスパークル（旧：キャスト・プラス）に所属していた。

## 経歴・人物
東京都出身で、新潟県生まれ。祖父母・両親が新潟県出身である。
明治学院大学フランス文学科卒業後、明治学院大学大学院文学研究科フランス文学専攻に進学。2014年卒業。大学院在学中には、2012年度のミスパラオに選出されたほか、多摩ケーブルネットワークスタジオ21のキャスターを務めた。
2014年、山陰中央テレビにアナウンサーとして入社。
2017年9月、山陰中央テレビを退社。キャスト・プラス（後にTBSスパークルへ吸収合併）と契約し、同年10月より菊野理沙から引き継ぐ形でTBSニュースバード（現：TBS NEWS）のキャスターに就任。
2020年11月30日をもってTBS NEWSを卒業。
2021年3月12日、自身のオフィシャルブログで妊娠8ヶ月であることを明かしている。5月14日、男の子を出産した。

## 過去の担当番組
- FNNスピーク（山陰ローカルのニュース担当）
- TSKスーパーニュース
- 週刊・ヤッホー!
- TSKみんなのニュース（2015年3月30日 - 2017年9月29日）
- なるほど!吉田くんのしまねゼミ（2017年）
- わがまま!気まま!旅気分 元バレーボール選手の大林素子と共演（2017年）
- TBS NEWS (CS放送)（旧：TBSニュースバード）（2017年10月 - 2020年11月）